# Sicherheitsfunkdienst

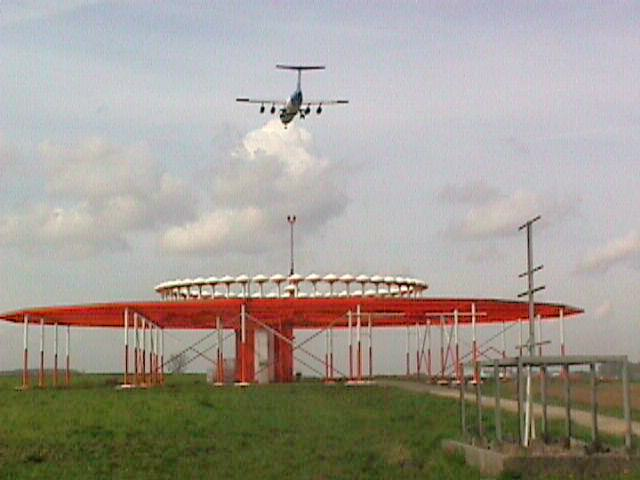
Funkstelle RNS/Sicherheitsfunkdienst, VOR/DME

Ein Sicherheitsfunkdienst (englisch – safety service) ist – entsprechend Artikel 1.59 der Vollzugsordnung für den Funkdienst (VO Funk) der Internationalen Fernmeldeunion (ITU) – definiert als «jeder Funkdienst, der ständig oder vorübergehend wahrgenommen wird, um die Sicherheit des menschlichen Lebens und den Schutz von Sachwerten zu gewährleisten.»
Nachfolgende sind einige Beispiele für Sicherheitsfunkdienste gemäß VO Funk aufgeführt:
- Mobiler Flugfunkdienst (Artikel 1.32)
  - Mobiler Flugfunkdienst (R)° (Artikel 1.33)
  - Mobiler Flugfunkdienst über Satelliten (Artikel 1.35)
    - Mobiler Flugfunkdienst  über Satelliten (R)° (Artikel 1.36)
- Navigationsfunkdienst (Artikel 1.42)
  - Navigationsfunkdienst über Satelliten (Artikel 1.43)
  - Seenavigationsfunkdienst (Artikel 1.44)

(R)° = Abkürzung für Linienflug (route)